# ديك بارتون
ديك بارتون (بالإنجليزية: Dick Barton) (22 نوفمبر 1911 – 29 يونيو 1990) هو ملاكم جنوب أفريقي راحل، مثّل بلاده في الألعاب الأولمبية الصيفية 1932.

## روابط خارجية
ديك بارتون على موقع أوليمبيديا (الإنجليزية)